# Sony Ericsson W900i
Sony Ericsson W900i là điện thoại di động thế hệ 3G thuộc dòng điện thoại di động tích hợp âm nhạc Walkman-phone . Được hãng Sony Ericsson gọi với tên: Quý tộc nhạc số. Sony Ericsson W810i cũng từng được gọi với cái tên này.

## Tổng quan
- Thiết kế:

W900i được thiết dạng xoay với bàn phím thiết kế ẩn bên trong.
- Tích hợp nghe nhạc:

W900i được Sony Ericsson bổ sung phần mềm nghe nhạc Walkman 2.0, phần mềm này cho phép quản lý nhạc đơn giản theo: albums, artists, tracks, playlists.
- Kết nối:

W900i có kết nối Bluetooth, Hồng ngoại và duyệt WAP thông qua kết nối GPRS.